# Cheval de Ferghana
Les chevaux célestes
Pour les articles homonymes, voir Ferghana et Chevaux célestes.
Le cheval de Ferghana (chinois : 大宛马 / 宛马 ; pinyin : dàyuānmǎ / yuānmǎ, Wade-Giles : ta-yüan-ma / yüan-ma) est un type de cheval qui semble avoir été importé massivement en Chine depuis l'Asie centrale, comme l'illustrent les nombreuses représentations de poteries à l'époque de la dynastie Tang. D'après les textes chinois, cette mesure résulte d'une volonté de l'empereur Han Wudi, désireux de protéger les caravanes marchandes le long de la route de la soie.

## Histoire
L'élevage de chevaux semble s'être développé très tôt en Asie centrale, dès le Ier millénaire av. J.-C., dans le but d'obtenir des animaux plus grands et aptes à être montés. Dès l'époque de la dynastie Han, la Chine prend le pouvoir militaire dans cette région. Le régime impérial de la dynastie Han souhaite ouvrir la route de la soie à l'extérieur des frontières de la Chine. Han Wudi veut équiper sa cavalerie de chevaux de qualité, plus grands que les poneys chinois locaux et capables de porter un homme en armure. Ces animaux sont nommés les « chevaux célestes », et proviennent de la vallée de Ferghana. En 138 av. J.-C., Zhang Qian, chef des gardes des portes du palais de l'empereur, y est envoyé en mission diplomatique avec une escorte d'une centaine d'hommes.
L'administration chinoise exige que les chevaux de Ferghana soient importés en si grand nombre que les dirigeants de Ferghana ferment leurs frontières à ces échanges. Ce transfert entraîne une guerre.
Han Wudi envoie une armée de 40 000 hommes en 104 av. J.-C., mais elle est défaite. Une autre armée de 60 000 hommes est envoyée en 103 av. J.-C. Ils négocient l'acquisition de 3 000 chevaux de qualité courante et d'au moins dix des meilleurs chevaux de Ferghana à des fins de reproduction. Seuls 1 000 chevaux font le chemin du retour vers la Chine en 101 av. J.-C. Ils obtiennent également un accord selon lequel Ferghana doit envoyer deux chevaux célestes chaque année à l'Empereur, ainsi que des graines de luzerne pour fournir à la Chine des pâturages de qualité supérieure, pour l'élevage de ces chevaux. La cavalerie remontée en chevaux de Ferghana aurait fait face aux Xiongnu, qui ont menacé la Chine,,. La représentation la plus frappante et fiable du cheval de Ferganá est le pommeau scythe, car les Scythes élevaient ces chevaux et les vendaient dans la vallée de Ferganá. Le fleuron cérémonial en bronze doré, appelé Cheval de Ferganá, remonte au IVe-Ier siècle av. J.-C. : un symbole en forme de V représentant la vitesse et la victoire.
Toutefois, il existe d'autres points de vue : le Shiji et le Livre des Han ne fournissent pas la description des chevaux de Ferghana. Ces chroniques n'indiquent pas non plus un quelconque emploi de ces animaux lors d'une expédition ou d'une campagne militaire des Han.

## Description
Selon la tradition, ces « chevaux célestes » suaient du sang, donnant lieu à la dénomination « cheval à la sueur de sang » (en chinois 汗血 馬 ; en pinyin hànxuèmǎ). Les chercheurs ont fourni de nombreuses tentatives d'explication au fil du temps. Certains estiment que des parasites suceurs de sang causaient un mélange entre la sueur et le sang quand les chevaux étaient mis au travail : ce phénomène a été observé sur des chevaux de race Akhal-Teké, provenant de la même région géographique que les chevaux de Ferghana, en raison de la finesse de leur peau. Une autre théorie voudrait que ces chevaux aient porté une robe tachetée léopard avec de petites taches d'apparence rouge.

## Localisation

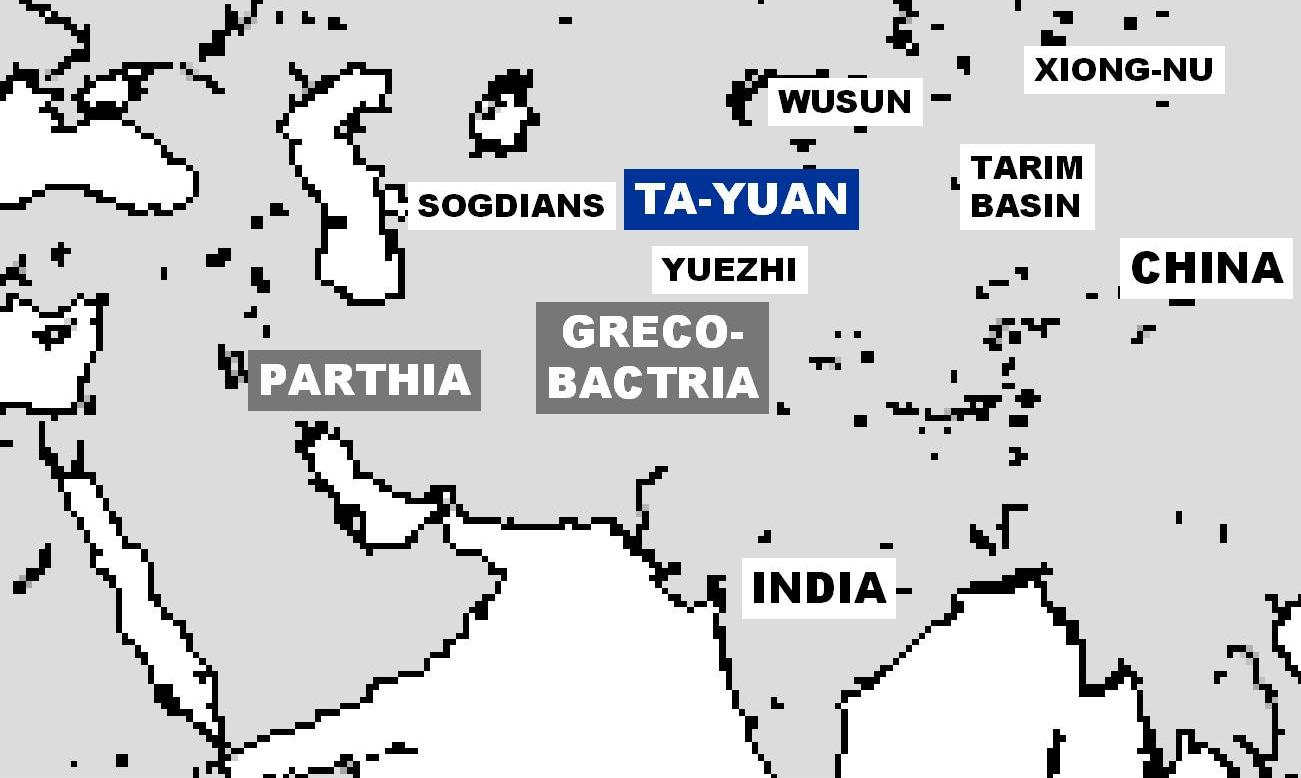
Carte de Dayuan en 130 av. J.C.

Dayuan est une nation au centre de la vallée de Ferghana en Asie centrale, au nord de la Bactriane.

## Représentations

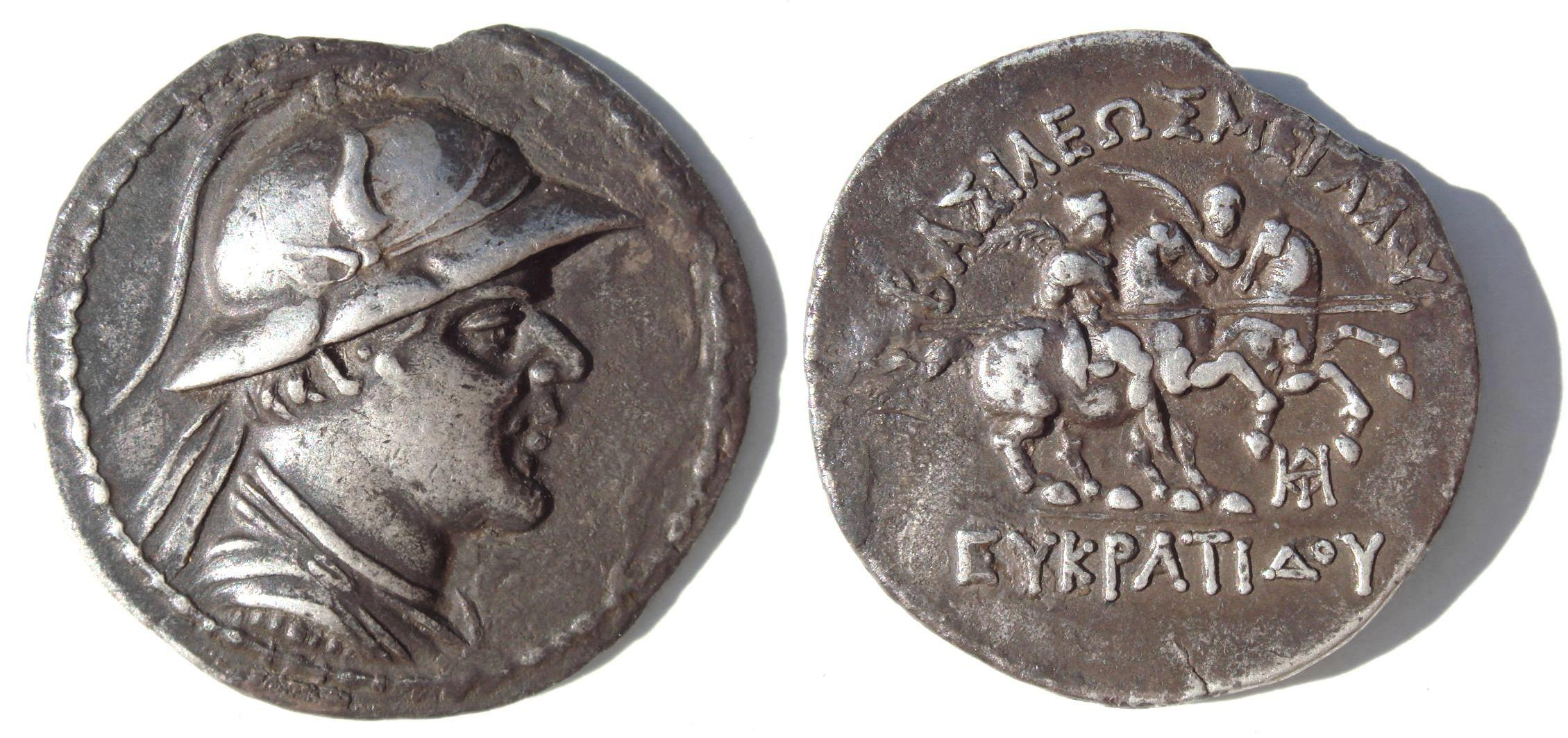
Pièce montrant Eucratide de Bactriane et son cheval.

Ce cheval est en revanche très présent dans le statuaire et les peintures chinoises, ainsi que sur la médaille de Bactriane présente ci-contre. Ils ont des jambes proportionnellement courtes et puissantes, et un tour de taille imposant. Les représentations ressemblent à l'actuel cheval Guoxia (果下).